# Leonte Moldovan
Leonte Moldovan (n. 18 februarie 1865, Șinca Veche, Imperiul Austriac – d. 18 septembrie 1943, Făgăraș, Brașov, România) a fost un avocat, jurnalist și om politic român născut în Imperiul Austriac .

## Biografie
Moldovan s-a născut în Șinca Veche, un sat de lângă Făgăraș, în Transilvania. A urmat școala primară în satul natal și gimnaziul la Brașov (1876-1885). După ce a urmat un semestru de studii la Institutul Teologic din Blaj, în toamna anului 1885, a trecut munții în Vechiul Regat. A predat un an la o școală din Craiova, după care s-a înscris la Universitatea din București, unde a obținut licențele în litere și drept. A predat istoria la un liceu din Brăila, începând din 1887 până în anul 1903, obținând cetățenia română la 19 ianuarie 1895. Începând din 1903, a practicat meseria de avocat, ajungând decan al Baroului de Brăila.
Membru al Partidului Național Liberal (PNL), Moldovan a fost ales senator în 1912 și a devenit deputat în 1914. După Primul Război Mondial, el a condus organizația PNL Brăila și a fost ales primar al orașului Brăila, îndeplinind această funcție din 1922 până în aprilie 1926. În 1933, el a devenit senator de drept și a îndeplinit funcția de președinte al Senatului (din februarie 1934 până în noiembrie 1935). El a încurajat jurnalismul și, în Brăila, a fost director, proprietar și editor al ziarelor Lupta națională (1893-1895), Orientarea (1904) și Voința (1905). A murit la Făgăraș.